# Konrad Nielsen
Konrad Nielsen (teljes nevén Konrad Hartvig Isak Rosenvinge Nielsen) (Vik i Helgeland, 1875. augusztus 28. – Oslo, 1953. november 27.) norvég nyelvész, finnugrista. Munkássága úttörő jelentőségű a lapp nyelv kutatástörténetében.

## Élete
1896-ban szerzett teológusi képesítést, majd Helsinkiben Emil Setälä mellett tanult finnugrisztikát. 1899-től különféle katedrákon tanította a lapp és a finn nyelvet, 1910–1945 között pedig a finnugor nyelvek professzoraként oktatott az Oslói Egyetemen (Universitetet i Oslo).
Szakterülete a lapp nyelv vizsgálata, legjelentősebb eredménye a háromkötetes lapp leíró nyelvtan (Lærebok i lappisk, 1926–1929) és az ugyancsak háromkötetes lapp nagyszótár (Lappisk ordbok, 1932–1938) megalkotása volt. Halála után a szótár további két kötete is megjelent. Több ízben járt dialektológiai gyűjtőúton a lappok lakta norvégiai és finnországi területeken, s a különböző nyelvjárásokhoz ma már klasszikusnak számító fonematikus helyesírást is szerkesztett. Érintőlegesen foglalkozott a török nyelvvel is.
Nielsen jó kapcsolatot ápolt a kor magyar nyelvészeivel, s néhány írása magyarul is  megjelent. 1927-ben a Magyar Tudományos Akadémia külső tagjává választotta.

## Főbb művei
- Lappalaisia murteita tutkimassa: Matkakertomus Norjan ja Suomen Lapista, Helsingissä, 1903
- Lærebok i lappisk: Utarbeidet på grunnlag av dialektene i Polmak, Karasjok og Kautokeino: Grammatikk, tekster og glossar, I–III. köt., Oslo, Brøgger, 1926–1929
- Vårt polarfolk, Oslo, Brøgger, 1930
- Lappisk ordbok: Grunnet på dialektene i Polmak, Karasjok og Kautokeino, I–V. köt., Oslo, Aschehoug, 1932–1962
- Druck und Tonbewegung im Reichstyrkischen, Oslo, 1942
- Lappiske studier, Oslo, Brøgger, 1945

### Magyarul megjelent művei
- A lappok Norvégiában, Kolozsvár, Erdélyi Múzeum, 1905
- A török hangsúly kérdéséhez, Budapest, 1907